# Triplectides prolatus
Triplectides prolatus là một loài Trichoptera trong họ Leptoceridae. Chúng phân bố ở miền Australasia.